# クリスティアン・ルインダマ
クリスティアン・ルインダマ・ネカディオ（Christian Luyindama Nekadio、1994年1月8日 - ）は、コンゴ民主共和国のプロサッカー選手。サッカーコンゴ民主共和国代表。タアーウンFC所属。ポジションはDF。

## 経歴

### クラブ
プレーを始めた当初はアタッカーだった。2015年に加入したTPマゼンベでは2016年にCAFコンフェデレーションカップを制覇した。
2017年1月31日、買取オプション付きのレンタルでスタンダール・リエージュに加入。2017年8月18日、オプションが行使されスタンダールに完全移籍。2018年3月17日に開催されたベルギーカップ決勝ではKRCヘンクを破りUEFAヨーロッパリーグ出場権獲得に貢献した。
2019年1月31日、トルコ王者のガラタサライSKに買取オプション付きのレンタルで加入。7月29日、買い取りオプションが行使されガラタサライに完全移籍。

### 代表
2017年6月5日のボツワナ戦でコンゴ民主共和国代表デビュー。

## タイトル
TPマゼンベ
- CAFコンフェデレーションカップ: 2016

スタンダール・リエージュ
- ベルギーカップ: 2017–18

ガラタサライSK
- スュペル・リグ: 2018–19
- テュルキエ・クパス:  2018–19